# Raiffeisenbank Hohenloher Land
Die Raiffeisenbank Hohenloher Land eG mit Sitz in Ingelfingen im Landkreis Hohenlohekreis ist eine Genossenschaftsbank in Baden-Württemberg. Sie wird auch kurz RBHL genannt.
Ihr Geschäftsgebiet erstreckt sich vom Jagsttal nach Schöntal übers Kochertal nach Neuenstein und Bretzfeld.

## Geschichte
Die Genossenschaftsidee der „Väter“ Hermann Schulze-Delitzsch und Friedrich Wilhelm Raiffeisen geht bis in die Mitte des 19. Jahrhunderts zurück. Das Grundprinzip beruht auf Selbsthilfe, Selbstverantwortung und Selbstverwaltung der Mitglieder einer Genossenschaftsbank. Während im städtischen Bereich vorwiegend Volksbanken gegründet würden, entstanden im ländlichen Bereich vorwiegend Raiffeisenbanken.
Die Wurzeln der Raiffeisenbank Hohenloher Land eG reichen zurück bis ins Jahr 1881. Damals entstand der Spar- und Darlehenskassenverein in Michelbach am Wald. Aus ihm ging die Raiffeisenbank Michelbach-Söllbach eG hervor.
Auch auf der anderen Seite des Geschäftsgebietes der Raiffeisenbank Hohenloher Land eG entstanden die ersten Darlehenskassen. Am 16. September 1888 wurde in Niedernhall der Darlehnskassen-Verein Niedernhall gegründet. Unter den 36 Gründern wurde ein Vereinsvorsteher gewählt, der Stadtschultheiß Friedrich Schmidt. Ebenfalls in diesem Jahr feierte die Vorgängerin der Raiffeisenbank Kocher-Jagst eG, die Ingelfinger Bank – Raiffeisen – eG, ihren Geburtstag. Am 22. Januar 1893 wurde schließlich unter Vorsitz des Stadtschultheißen Joseph Rilling ein Darlehnskassen-Verein gegründet. Diese Genossenschaft trat dem in Stuttgart ansässigen Verband landwirtschaftlicher Genossenschaften in Württemberg bei.
In den folgenden Jahrzehnten machten sich die vielen kleinen, flickenteppichartigen Darlehenskassen-Vereine auf den Weg zur Raiffeisenbank Kocher-Jagst eG. Und auch die Raiffeisenbank Bretzfeld – Neuenstein eG begann sich langsam zu formen, ehe sie 2004 aus den beiden Banken Neuensteiner-Michelbacher Bank Raiffeisen eG und der Raiffeisenbank Bretzfeld eG entstand.
Mehr als 100 Jahre später entstand in einer großen Fusion im Jahr 2001 aus fünf Banken, den Raiffeisenbanken Ingelfingen, Niedernhall, Mulfingen, Dörzbach und Schöntal, die Raiffeisenbank Kocher – Jagst eG. Im Jahr 2019 fusionierten schließlich die Raiffeisenbank Kocher-Jagst eG und die Raiffeisenbank Bretzfeld-Neuenstein eG zur heutigen Raiffeisenbank Hohenloher Land eG. Die für 2022 geplante Fusion mit der VR Bank Heilbronn Schwäbisch Hall zur VR Bank Heilbronn Schwäbisch Hall Hohenlohe wurde von der Mitgliederversammlung mit großer Mehrheit abgelehnt.
Die Raiffeisenbank engagiert sich mit ihrer Tochterfirma, Hohenloher Werte Consulting GmbH, im regionalen Wohnungsbau und schafft Wohnraum zur Vermietung in der Region.

## Organisation
Die Raiffeisenbank ist eine eingetragene Genossenschaft, deren Rechtsgrundlagen das Genossenschaftsgesetz und durch die Vertreterversammlung der Bank erlassene Satzung sind. Organe der Raiffeisenbank Hohenloher Land eG sind der Vorstand, der Aufsichtsrat und die Vertreterversammlung. Die Vertreterversammlung besteht aus gewählten Mitgliedern der Bank, welche die anderen Mitglieder vertreten.

## Kooperationen
Die Bank kooperiert mit den Finanzpartnern der Genossenschaftlichen Finanzgruppe der Volksbanken Raiffeisenbanken.
Zusätzlich ist die Bank der amtlich anerkannten BVR Institutssicherung GmbH und der zusätzlichen freiwilligen Sicherungseinrichtung des Bundesverbandes der Deutschen Volksbanken und Raiffeisenbanken e. V. angeschlossen.

## Gesellschaftliches Engagement
Mit Spenden in Höhe von 146.029 € unterstützte die Raiffeisenbank 2023 soziale und gemeinnützige Projekte.